# Johanna Klug
Johanna Sophie Klug (* 2. November 1998 in Nördlingen) ist eine deutsche Basketballspielerin.

## Laufbahn
Klug spielte in der Nachwuchsabteilung des TSV Nördlingen. Ihren Einstand in der 1. Damen-Basketball-Bundesliga gab sie bei der BG Donau-Ries während des Spieljahres 2013/14. Die Saison 2017/18 verbrachte die 1,89 Meter messende Flügel- und Innenspielerin in den Vereinigten Staaten. Dort spielte sie an der Fordham University im Bundesstaat New York.
Nach ihrer Rückkehr nach Deutschland schloss sie sich dem Bundesligisten BC Marburg an. Sie blieb bis 2022 bei dem hessischen Verein und ging zur Saison 2022/23 zum Bundesligakonkurrenten Nördlingen zurück. Im Sommer 2023 wechselte Klug zu den Rutronik Stars Keltern. 2024 schloss sie sich den GiroLive-Panthers Osnabrück an.

### Nationalmannschaft
Als Juniorennationalspielerin gewann Klug sowohl die U16-B-Europameisterschaft im Sommer 2014 als auch die U20-B-Europameisterschaft im Jahr 2017. Mitte Juni 2019 wurde sie erstmals in der Damen-Nationalmannschaft eingesetzt.